# Callitriche anisoptera
Callitriche anisoptera là một loài thực vật có hoa trong họ Mã đề. Loài này được Schotsman mô tả khoa học đầu tiên năm 1988.